# Beloeil (Quebec)

Belœil é uma cidade no sudoeste de Quebec, Canadá, na região do rio Richelieu no Condado de La Vallée-du-Richelieu. Está situado na Região Administrativa de Montérégie.

## História
- Em 29 de junho de 1864, um grave acidente ferroviário no qual 99 pessoas morreram, aconteceu próximo de Beloeil.[1]

## Localização geográfica
|                                 | Norte: Saint-Marc-sur-Richelieu           |                           |
| Oeste: Saint-Mathieu-de-Beloeil | Beloeil                                   | Leste: Mont-Saint-Hilaire |
|                                 | Sul: Saint-Basile-le-Grand, McMasterville |                           |